# Mucoromycota

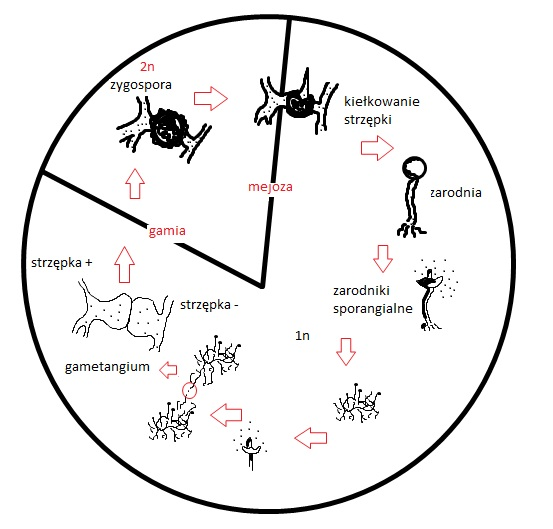
Cykl rozwojowy na przykładzie pleśniaka białego

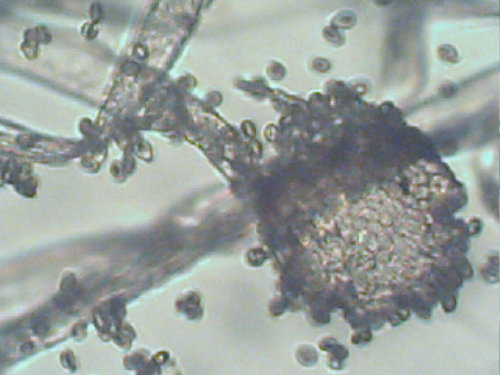
Dojrzała zarodnia rozłożka czerniejącego z rozsypanymi wkoło zarodnikami (sporami)

Mucoromycota Doweld – typ organizmów zaliczany do królestwa grzybów. Został wprowadzony do taksonomii w 2001 r. na podstawie danych filogenetycznych zebranych podczas badań molekularnych przez Aleksandra Dowelda.

## Charakterystyka
Większość gatunków to saprotrofy. Należą do nich pospolicie występujące rodzaje Mucor i Rhizopus. Niektóre mogą być oportunistycznymi patogenami, niektóre są chorobotwórcze. Kilka taksonów to gatunki ektomykoryzowe.
Mucoromycota wytwarzają bezpłciowe sporangiospory i tworzą zygospory powstające przez fuzję morfologicznie podobnych gametangiów. Pilobolus, Mucor i Rhizopus to popularne pleśnie. Wytwarzają grzybnię składającą się z rozgałęzionych strzępek bez sept. Gdy zetkną się dwie odmienne płciowo strzępki (+) i (-), ich ściany rozpuszczają się, zawartość cytoplazmy zlewa się, co nazywa się plazmogamią. W jądrach komórkowych pochodzących od obydwu gametangiów następują podziały mitotyczne, a po nich następuje zlewanie się jąder pochodzących od różnych gametangiów, czyli wielokrotna kariogamia. Powstaje wielojądrowa zygospora o diploidalnej liczbie chromosomów. Otacza się ona grubą ścianą o ciemnej barwie i przechodzi w okres spoczynku. W tym okresie pełni więc funkcję przetrwalnika. Gdy zaczyna kiełkować, zaraz w jej jądrach zachodzi mejoza i powstają jądra haploidalne. Większość gatunków jednak rozprzestrzenia się głównie przez sporangiospory. Pilobolus pod wpływem wybuchowo wzrastającego ciśnienia hydrostatycznego na końcu sporangioforu wyrzuca całe sporangium na odległość do 7 metrów. Jest ono pokryte lepką masą, która przylega do trawy, gdzie jest zjadana przez roślinożercę, a następnie wydalana wraz z odchodami. W tym momencie zarodniki w zarodni zaczynają rosnąć i żerują na odchodach. Zdolność do przenoszenia zarodników z dala od sterty odchodów jest ważna dla taksonów, które dostają się do łajna przez zjedzenie, ponieważ ssaki roślinożerne zwykle nie żerują od razu wokół sterty odchodów.

## Systematyka
Nazwa typu pochodzi od łacińskiego słowa mucor oznaczającego pleśń chlebową i greckiego przyrostka mykes (μύκης) oznaczającego grzyby. Nazwę Mucoromycotina wprowadził w 2007 roku Gerald Leonard Benny w randze podtypu. W 2001 r. Aleksander Doweld podniósł ją do rangi typu odpowiednio zmieniając końcówkę.
Większość gatunków Mucoromycota we wcześniejszych klasyfikacjach zaliczana była do sprzężniaków (Zygomycota). Badania molekularne potwierdziły, że Zygomycota nie są monofiletyczne. Schussler i in. w 2001 r. usunęli z Zygomycota arbuskularne grzyby mykoryzowe i zdefiniowali je jako oddzielną gromadę Glomeromycota. Lutzoni i in. w 2004 r. w badaniu r-RNA SSU i LSU wykazali, że rzędy Zygomycota zajmowały co najmniej 4 różne linie monofiletyczne. Również White i in. w 2006 r. w analizie operonu r-RNA potwierdzili parafiletyczny charakter tradycyjnych grup Zygomycota. W ich analizie takson ten można podzielić na trzy niezależne klady (White i in. 2006) lub cztery, a nawet więcej kladów (Lutzoni i in. 2004).
Według aktualizowanej klasyfikacji CABI databases do Mucoromycota należą taksony:
- klasa Barbatosporomycetes Tedersoo, Sánchez-Ramírez, Kõljalg, Bahram, Döring, Schigel, T. May, M. Ryberg & Abarenkov 2018
- klasa Endogonomycetes Doweld 2014
- klasa Kickxellomycetes Tedersoo, Sánchez-Ramírez, Kõljalg, Bahram, Döring, Schigel, T. May, M. Ryberg & Abarenkov 2018
- klasa Mortierellomycetes Doweld 2013
- klasa Mucoromycetes Doweld 2001
- klasa Umbelopsidomycetes Tedersoo, Sánchez-Ramírez, Kõljalg, Bahram, Döring, Schigel, T. May, M. Ryberg & Abarenkov 2018
- klasy Incertae sedis
  - podklasy Incertae sedis
    - rząd Asellariales Manier ex Manier & Lichtw. 1978
    - rząd Dimargaritales R.K. Benj. 1979
    - rząd Incertae sedis[4].